# Mk 105 Hotpoint
Mark 105 Hotpoint — ядерна бомба, що скидається з повітря, розроблена для ВМС Сполучених Штатів з використанням боєголовки W34 потужністю 11 кілотонн. Її було розроблено в 1950-х роках як першу ядерну бомбу, спеціально призначену для закладної доставки в глибину грунту (бункерний руйнівник), але також могла використовуватися для повітряного вибуху або як  глибинна бомба. Механізм укладання використовував уповільнювальний парашут для уповільнення падіння, носовий конус, який викидається невеликим зарядом вибухівки перед зіткненням, і посилену сталеву "форму для печива", яка поглинає удар від удару об землю. Детонація сталася через систему затримки часу, яку можна було регулювати залежно від призначення. Бомба мала від 2,4 до 3,7 метрів довжини залежно від способу перенесення і 48 см в діаметрі і важила 770 кг. Бомба була на озброєнні в 1958-1965 роках.

## Дивись також
- W34 (ядерна боєголовка)